# Nice Witch
Nice Witch  (en hangul 착한마녀전; hanja: 착한魔女傳; RR: Chakhanmanyeojeon; lit. La buena bruja) es una serie de televisión surcoreana de 2018 dirigida por Oh Se-gang y protagonizada por Lee Da-hae, Ryu Soo-young, Ahn Woo-yeon, Bae Soo-bin y Yoon Se-ah. La serie se transmitió por cuatro episodios consecutivos cada sábado en SBS TV desde las 20:55  hasta las 23:15 (hora local) entre el 3 de marzo y el 5 de mayo de 2018.

## Sinopsis
La historia de un ama de casa que es «demasiado agradable» y que finge ser su malvada hermana gemela, asumiendo efectivamente una doble vida.

## Reparto

### Principal
- Lee Da-hae como Cha Seon-hee / Cha Do-hee.[3][4]
- Ryu Soo-young como Song Woo-jin, piloto.[4][5]
- Ahn Woo-yeon como Oh Tae-yang, el hijo menor del CEO de Donghae Airlines.[3]

### Secundario

#### Personas en Share House
- Shin Hye-jeong como Joo Ye-bin, la mujer más guapa de la compañía aérea.[6]

#### Familia de Seon-hee
- Bae Soo-bin como Bong Chun-dae, el marido de Seon-hee.[3]
- Ahn Sol-bin como Bong Chun-ji, cuñada de Seon-hee y hermana menor de Chun-dae.[7]
- Geum Bo-ra como Byun Ok-jung, suegra de Seon-hee.
- Yang Geum-seok como Lee Moon-sook, madre de Seon-hee y Do-hee.
- Lee Han-seo como Bong Cho-rong, cuida y protege a Seon-hee.

#### Familia de Woo-jin
- Kim Yong-gun como Song Tae-joon.
- Moon Hee-kyung como Kim Gong-joo, la madre de Woo-jin.[8][9]

#### Familia real de Donghae Airlines
- Yoon Se-ah como Oh Tae-ri, la hija mayor del presidente Oh Pyung-pan. Directora de la compañía.[3]
- Shim Hyung-tak como Chae Kang-min, marido de Tae-ri y yerno del presidente. Jefe del departamento de planificación estratégica de la compañía.
- Lee Deok-hwa como Oh Pyung-pan, CEO de Donghae Airlines, la mayor compañía de aviación de Corea.[10][11]

#### Otros
- Choi Joon-yong como Gong Hyun-joon, jefe del equipo de seguridad.
- Yoo Seo-jin como Min Soo-hyun.
- Kim Ha-kyun como Park Ki-bum.
- Lee Chul-min como Cha Jong-chul.
- Ha Jae-sook como Heo Min-ji.
- Kim Ji-eun como Wang Ji-yeong.
- Jeong A-mi  como maestra del té.
- Lee Jung-eun: líder de la clase (aparición especial).

## Índices de audiencia
La serie no obtuvo una buena aceptación por parte del público, aunque en algunos capítulos superó el 10%. La escasa novedad de la trama y la imperfecta construcción de los personajes ocasionaron ese escaso interés de los espectadores, pese al buen desmpeño de Lee Da-hae.
| Episodio | Fecha original de emisión | Índice de audiencia | Índice de audiencia | Índice de audiencia | Índice de audiencia |
| Episodio | Fecha original de emisión | TNmS Ratings        | TNmS Ratings        | AGB Nielsen         | AGB Nielsen         |
| Episodio | Fecha original de emisión | Nacional            | Seúl                | Nacional            | Seúl                |
| --- | ------------------------- | ------------------- | ------------------- | ------------------- | ------------------- |
| 1 | 3 de marzo de 2018        | 7.6% (16.º)         | 8.8%                | 9.2% (10.º)         | 10.4% (7.º)         |
| 2 | 3 de marzo de 2018        | 9.5% (9.º)          | 10.0%               | 10.8% (5.º)         | 11.3%(4.º)          |
| 3 | 3 de marzo de 2018        | 9.9% (8.º)          | 10.5%               | 11.0% (4.º)         | 11.6% (3.º)         |
| 4 | 3 de marzo de 2018        | 11.1% (6.º)         | 12.0%               | 11.7% (3.º)         | 12.6% (2.º)         |
| 5 | 10 de marzo de 2018       | 7.0% (18.º)         | 7.3%                | 7.4% (15.º)         | 7.7% (13.º)         |
| 6 | 10 de marzo de 2018       | 7.7% (14.º)         | 7.8%                | 8.3% (10.º)         | 8.4% (8.º)          |
| 7 | 10 de marzo de 2018       | 7.1% (16.º)         | 7.4%                | 8.0% (11.º)         | 8.3% (11.º)         |
| 8 | 10 de marzo de 2018       | 8.2% (12.º)         | 8.5%                | 8.6% (9.º)          | 9.0% (7.º)          |
| 9 | 17 de marzo de 2018       | 5.9% (19.º)         | 6.6%                | 6.0% (18.º)         | 6.7% (13.º)         |
| 10 | 17 de marzo de 2018       | 7.4% (11.º)         | 7.9%                | 7.7% (9.º)          | 7.7% (11.º)         |
| 11 | 17 de marzo de 2018       | 7.1% (15.º)         | 7.3%                | 7.4% (11.º)         | 8.2% (8.º)          |
| 12 | 17 de marzo de 2018       | 7.2% (14.º)         | 7.8%                | 8.3% (8.º)          | 8.9% (7.º)          |
| 13 | 24 de marzo de 2018       | 5.0% (NR)           | 6.3%                | 5.9% (NR)           | 7.2% (15.º)         |
| 14 | 24 de marzo de 2018       | 6.6% (17.º)         | 7.2%                | 7.0% (12.º)         | 7.6% (12.º)         |
| 15 | 24 de marzo de 2018       | 6.8% (13.º)         | 8.0%                | 6.9% (14.º)         | 8.1% (9.º)          |
| 16 | 24 de marzo de 2018       | 6.8% (13.º)         | 7.5%                | 7.8% (9.º)          | 8.6% (7.º)          |
| 17 | 31 de marzo de 2018       | 4.5% (NR)           | 4.7%                | 5.0% (NR)           | 5.2% (NR)           |
| 18 | 31 de marzo de 2018       | 6.0% (NR)           | 7.1%                | 6.6% (16.º)         | 7.6% (11.º)         |
| 19 | 31 de marzo de 2018       | 6.1% (19.º)         | 6.8%                | 6.2% (19.º)         | 6.9% (12.º)         |
| 20 | 31 de marzo de 2018       | 6.7% (14.º)         | 7.3%                | 8.0% (8.º)          | 8.6% (5.º)          |
| 21 | 7 de abril de 2018        | 6.9% (19.º)         | 7.4%                | 6.3% (NR)           | 6.8% (17.º)         |
| 22 | 7 de abril de 2018        | 8.4% (10.º)         | 8.7%                | 7.8% (12.º)         | 8.1% (10.º)         |
| 23 | 7 de abril de 2018        | 8.0% (12.º)         | 8.2%                | 8.3% (8.º)          | 8.6% (7.º)          |
| 24 | 7 de abril de 2018        | 8.1% (11.º)         | 8.5%                | 8.8% (5.º)          | 9.4% (6.º)          |
| 25 | 14 de abril de 2018       | 6.6% (NR)           | 6.7%                | 5.9% (NR)           | 6.0% (NR)           |
| 26 | 14 de abril de 2018       | 7.3% (15.º)         | 7.4%                | 6.9% (16.º)         | 6.9% (13.º)         |
| 27 | 14 de abril de 2018       | 7.0% (18.º)         | 7.2%                | 7.0% (14.º)         | 7.1% (12.º)         |
| 28 | 14 de abril de 2018       | 7.3% (15.º)         | 7.9%                | 8.2% (7.º)          | 8.8% (6.º)          |
| 29 | 21 de abril de 2018       | 5.6% (NR)           | 6.1%                | 5.7% (NR)           | 6.2% (18.º)         |
| 30 | 21 de abril de 2018       | 7.1% (11.º)         | 7.8%                | 7.1% (13.º)         | 7.7% (11.º)         |
| 31 | 21 de abril de 2018       | 6.7% (13.º)         | 7.9%                | 7.1% (13.º)         | 7.4% (12.º)         |
| 32 | 21 de abril de 2018       | 8.0% (9.º)          | 8.8%                | 8.1% (11.º)         | 8.7% (8.º)          |
| 33 | 28 de abril de 2018       | 6.3% (NR)           | 6.7%                | 6.8% (15.º)         | 7.2% (11.º)         |
| 34 | 28 de abril de 2018       | 7.9% (12.º)         | 8.1%                | 7.9% (9.º)          | 8.0% (9.º)          |
| 35 | 28 de abril de 2018       | 7.8% (13.º)         | 8.3%                | 8.5% (8.º)          | 9.0% (7.º)          |
| 36 | 28 de abril de 2018       | 8.5% (8.º)          | 9.4%                | 10.1% (5.º)         | 10.9% (5.º)         |
| 37 | 5 de mayo de 2018         | 5.8% (NR)           | 6.2%                | 5.7% (19.º)         | 6.1% (17.º)         |
| 38 | 5 de mayo de 2018         | 7.8% (13.º)         | 7.4%                | 7.2% (12.º)         | 7.1% (12.º)         |
| 39 | 5 de mayo de 2018         | 7.3% (15.º)         | 7.5%                | 7.4% (10.º)         | 7.4% (8.º)          |
| 40 | 5 de mayo de 2018         | 8.7% (10.º)         | 8.8%                | 8.9% (6.º)          | 8.9% (6.º)          |
| Promedio | Promedio                  | 7.3%                | %                   | 7.7%                | 8.2%                |
| - En la tabla superior, en azul aparecen los índices más bajos, y en rojo los más altos. - NR denota que la serie no estuvo entre los 20 de programas más vistos en esa fecha. |                           |                     |                     |                     |                     |

## Premios y nominaciones
| Año  | Premio                  | Categoría                                                             | Candidato      | Resultado | Ref.   |
| ---- | ----------------------- | --------------------------------------------------------------------- | -------------- | --------- | ------ |
| 2018 | 11th Korea Drama Awards | Premio a la excelencia, Actor                                         | Ryu Soo-young  | Nominado  | [ 16 ] |
| 2018 | SBS Drama Awards        | Premio a la gran excelencia, Actor en serie diaria y de fin de semana | Ryu Soo-young  | Nominado  |        |
| 2018 | SBS Drama Awards        | Premio a la excelencia, Actor en serie diaria y de fin de semana      | Bae Soo-bin    | Nominado  |        |
| 2018 | SBS Drama Awards        | Premio a la excelencia, Actriz en serie diaria y de fin de semana     | Yoon Se-ah     | Nominada  |        |
| 2018 | SBS Drama Awards        | Mejor actor revelación                                                | Ahn Woo-yeon   | Nominado  |        |
| 2018 | SBS Drama Awards        | Mejor actriz revelación                                               | Shin Hye-jeong | Nominada  |        |
| 2018 | SBS Drama Awards        | Mejor actriz infantil                                                 | Lee Han-seo    | Nominada  |        |